# 和田茂俊
和田 茂俊（わだ しげとし、1962年8月 - ）は、日本の文芸評論家。和歌山工業高等専門学校教授。長野県出身。

## 経歴
- 1962年、長野県に生まれる。
- 1981年、長野県上田高等学校卒業。
- 1986年、東北大学文学部文学科国文学専攻卒業。
- 1991年、東北大学大学院文学研究科博士後期課程単位修得満期退学。聖和学園短期大学国文科専任講師に就任。
- 1996年、聖和学園短期大学国文科助教授。
- 2004年、「汽車に乗る中野重治」が第47回群像新人文学賞評論部門優秀作に選ばれる。
- 2005年、和歌山工業高等専門学校助教授。

## 論文
- Research Map 和田茂俊